# Saint-Pancrace, Savoie
Saint-Pancrace är en kommun i departementet Savoie i regionen Auvergne-Rhône-Alpes i sydöstra Frankrike. Kommunen ligger i kantonen Saint-Jean-de-Maurienne som tillhör arrondissementet Saint-Jean-de-Maurienne. År 2022 hade Saint-Pancrace 305 invånare.

## Befolkningsutveckling
Antalet invånare i kommunen Saint-Pancrace
| Referens: INSEE |